# Мерлін та останній дракон
«Мерлін та останній дракон» (англ. Merlin and the War of the Dragons) — американський кінофільм режисера Марка Аткінса, що вийшов на екрани в 2008 році.

## Сюжет
П'яте століття нашої ери. Британські острови стоять спустошені римлянами. Місцеві дрібні царьки, сповнені гордині, готові до останньої людини битися в дрібних міжусобних війнах. Сакси вже на узбережжі і вони готові варварською ордою прокотитися усією територією Британії. У темних куточках лісів і печерах ховаються небезпечні міфічні створіння. Важкі часи вимагають справжнього героя і таким може стати неперевершений чарівник Мерлін.

## У ролях
| Актор                | Роль |
| -------------------- | ---- |
| Саймон Ллойд Робертс | -    |
| Джозеф Стейсі        | -    |
| Ділан Джонс          | -    |
| Хефін Вин            | -    |
| Юрген Прохнов        | -    |
| Вільям Хув           | -    |
| Гарі Твомі           | -    |
| Керіс Елері          | -    |
| Ніа Енн              | -    |
| Іона Тонгерен        | -    |

## Знімальна група
- Режисер — Марк Аткінс
- Сценарист — Джон Мейсі
- Продюсер — Девід Майкл Летт, Пол Бейлс, Ентоні Фанхаузер
- Композитор — Кріс Ріденауа